# Сорезина
Сорезина (итал. Soresina) је насеље у Италији у округу Кремона, региону Ломбардија.
Према процени из 2011. у насељу је живело 8700 становника. Насеље се налази на надморској висини од 70 м.

## Становништво
Према резултатима пописа становништва 2011. у општини је живело 8.995 становника.
| 1936.  | 1951.  | 1961.  | 1971.  | 1981. | 1991. | 2001. | 2011. |
| ------ | ------ | ------ | ------ | ----- | ----- | ----- | ----- |
| 11.314 | 11.250 | 10.293 | 10.019 | 9.518 | 8.964 | 8.644 | 8.995 |